# Tamopsis raveni
Espèce
Tamopsis raveni est une espèce d'araignées aranéomorphes de la famille des Hersiliidae.

## Distribution
Cette espèce est endémique d'Australie. Elle se rencontre dans le Sud du Queensland et dans le Sud de l'Australie-Méridionale.

## Description
Le mâle mesure 3,5 mm et la femelle 3,9 mm.

## Publication originale
- Baehr & Baehr, 1987 : The Australian Hersiliidae (Arachnida: Araneae): Taxonomy, phylogeny, zoogeography. Invertebrate Taxonomy, vol. 1, no 4, p. 351-437 (texte intégral).